# Камералонга (Казерта)
Камералонга је насеље у Италији у округу Казерта, региону Кампанија.
Према процени из 2011. у насељу је живело 481 становника. Насеље се налази на надморској висини од 128 м.